# 140602 Berlind
140602 Berlind è un asteroide della fascia principale. Scoperto nel 2001, presenta un'orbita caratterizzata da un semiasse maggiore pari a 2,8649733 UA e da un'eccentricità di 0,0150857, inclinata di 2,80951° rispetto all'eclittica.